# Batalha de Adem (2019)
Batalha de Adem  foi uma batalha que ocorreu entre 7 e 29 de agosto de 2019 durante a Guerra Civil do Iêmen, culminando com a captura da cidade de Adem pelos separatistas do Conselho de Transição do Sul.

## Contexto
Desde que os houthis assumiram o controle da capital iemenita, Saná, em 2014, o governo iemenita liderado por Abd Rabbuh Mansur Al-Hadi estabeleceu uma "capital provisória" em Adem. No entanto, seu controle é partilhado entre o exército governamental iemenita e as milícias separatistas do Conselho de Transição do Sul (CTS). Adem foi, até 1990, a capital do Iêmen do Sul. Durante o conflito, as tensões entre as duas forças são exacerbadas, apesar de sua aliança contra os houthis. Em janeiro de 2018, a cidade de Adem é dilacerada por uma primeira batalha entre o governo e os separatistas sulistas, interrompida apenas por uma intervenção concertada da Arábia Saudita e dos Emirados Árabes Unidos.
Em 1 de agosto de 2019, as tropas do "Cordão de Segurança", uma força do Conselho de Transição do Sul formada pelos Emirados Árabes Unidos, são alvo de dois ataques em Adem. Um deles é realizado no distrito central de Sheikh Othman, onde um carro-bomba explode na entrada de um quartel das forças policiais. O outro acontece na caserna de al-Jalaa, na periferia oeste de Adem, onde uma parada militar é atingida por um míssil e um drone. O segundo ataque é reivindicado pelos houthis. No total, provocaram a morte de pelo menos 49 pessoas e feriram 48, incluindo um policial de alta patente, o general Mounir al-Yafyi.

## Desenvolvimento

### Combates iniciais
Em 7 de agosto de 2019, confrontos irrompem em Adem, perto do palácio presidencial al-Maachiq, Kraytar, no centro da cidade, após o funeral dos policiais mortos nos ataques de 1 de agosto. Dois membros do Cordão de Segurança são mortos. As circunstâncias do início das hostilidades são intrincadas. Vários membros do Conselho de Transição do Sul acusam o partido islamista da Irmandade Islâmica, o Al-Islah, de assassinar um comandante do Cordão de Segurança, de cumplicidade com os houthis no ataque de 1 de agosto e, mais precisamente, de ter se "infiltrado" no governo "corrupto" de Hadi.
Em 8 de agosto, novos confrontos matam pelo menos nove pessoas, incluindo cinco combatentes pró-governo Hadi, quatro membros do Cordão de Segurança e três civis.
Em 10 de agosto, os separatistas sulistas avançam rapidamente: capturam três casernas e conseguem repelir os soldados governistas do palácio presidencial que, por sua vez, será tomado sem luta até o final do dia. A captura do palácio é principalmente simbólica, pois o presidente iemenita Abd Rabbuh Mansur Al-Hadi reside na Arábia Saudita. No entanto, a cidade de Adem fica inteiramente sob o controle dos separatistas.

### Reações na Coalizão Árabe
No mesmo dia, Mohammed al-Hadhrami, vice-ministro das Relações Exteriores do governo Hadi, declara: "O que está acontecendo na capital provisória de Adem é um golpe de Estado contra as instituições do governo legítimo". Ele também acusa os Emirados Árabes Unidos: "A República do Iêmen responsabiliza o Conselho de Transição do Sul e os Emirados Árabes Unidos pelo golpe contra o governo legítimo em Adem" e pede aos Emirados Árabes que "retirem imediata e totalmente seu apoio militar a esses grupos rebeldes contra o Estado".
Os Emirados Árabes, por sua vez, declara-se "muito preocupado" e afirma "implementar todos os esforços possíveis para acalmar a situação e conduzir a uma desescalada, [...] como parceiro ativo da coalizão". Também acrescenta que "o importante é intensificar os esforços de todas as partes na frente principal", aquela contra os houthis.
A coalizão árabe liderada pela Arábia Saudita exige um cessar-fogo "imediato" em Adem e uma "reunião de emergência" das partes conflitantes na cidade: "A coalizão pede um cessar-fogo imediato na capital provisória iemenita [...] e afirma que utilizará a força militar contra quem o violar".
O Ministério das Relações Exteriores saudita também declara: "O Reino [da Arábia Saudita] convida o Governo do Iêmen e todas as partes em conflito em Adem a uma reunião de emergência [...] na Arábia Saudita para discutir seus diferendos, dar uma chance à sensatez e ao diálogo, renunciar às divisões, encerrar com o conflito e para se unirem". Na manhã de 11 de agosto, o Conselho de Transição do Sul, em comunicado, afirmou estar "totalmente comprometido com o cessar-fogo" e "congratula-se com o convite dos irmãos da Arábia Saudita para dialogar e assegura estar disposto".
Em 11 de agosto, no entanto, a coalizão árabe liderada pela Arábia Saudita conduziu um ataque aéreo para obrigar os separatistas a se retirarem de uma posição conquistada no dia anterior. A coalizão, em seguida, exige que o Conselho de Transição do Sul "retire-se completamente das posições tomadas à força" sob a ameaça de novos ataques. Também adverte: "Esta foi a primeira operação e será seguida por outra se esta declaração da coalizão não for respeitada".
A coalizão contra os houthis demostra estar enfraquecida. O governo de Abd Rabbuh Mansur Al-Hadi continua sendo apoiado pela Arábia Saudita, mas acusa os Emirados Árabes Unidos de apoiar os separatistas do Conselho de Transição do Sul. A Arábia Saudita também apoia fortemente a unidade do país. O International Crisis Group (ICG) afirma temer "uma guerra civil dentro da guerra civil".

### Cessar-fogo
No entanto, a situação parece se acalmar após 11 de agosto e nenhum combate é relatado durante as 24 horas seguintes.
Na noite de 11 de agosto, Aidarus al-Zoubaidi, presidente do Conselho de Transição do Sul, fez um discurso televisionado, no qual mostrou-se conciliatório. Ele afirma que a violência foi "provocada" por forças governamentais que pretendiam "por em prática um plano baseado no assassinato de nossos líderes". No entanto, declara-se "pronto" para "trabalhar de forma responsável" com as autoridades sauditas para "gerir esta crise". Ele renova o "compromisso" dos separatistas de manter o cessar-fogo anunciado no dia anterior e indica que o Conselho de Transição do Sul está pronto para "participar da reunião solicitada pelo Reino da Arábia Saudita e em um espírito de total abertura".
No dia seguinte, Mohammed bin Zayed Al Nahyan, príncipe herdeiro e ministro da Defesa dos Emirados Árabes Unidos, viaja para a Arábia Saudita, em Meca, onde se encontra com o Rei Salman e com o príncipe herdeiro Mohammad bin Salman. Assim, ele apoiou a convocatória de Riade para uma reunião de emergência e apelou ao diálogo.
Em 14 de agosto, o governo de Abd Rabbuh Mansur Al-Hadi declara, no entanto, que exige que os separatistas se retirem das posições conquistadas nos dias anteriores antes de se engajar em qualquer diálogo político com o Conselho de Transição do Sul.
Em 15 de agosto, dezenas de milhares de manifestantes tomam às ruas em apoio aos separatistas. Uma declaração adotada por ocasião deste evento proclama: "Apelamos à comunidade internacional e a coalizão árabe liderada pela Arábia Saudita e os Emirados Árabes Unidos a respeitar o povo do sul como um parceiro crucial em face da onda persa na região e na luta contra o terrorismo para alcançar a estabilidade regional e global". No mesmo dia, uma delegação militar saudita-emiradense chega a Adem.
Após aceitar o convite ao diálogo e agradecer a Arábia Saudita por seus "esforços para conter a crise", em 16 de agosto o Conselho de Transição do Sul retira suas tropas do palácio presidencial, mas mantém o controle dos campos militares que capturaram.
Em 17 de agosto, os separatistas se retiraram das sedes governamentais, do Conselho Supremo de Justiça e do Banco Central, bem como do hospital da cidade, em benefício das forças sauditas e emiradenses. A entrega da sede do Ministério do Interior e da refinaria de Adem também estava prevista. Os separatistas, no entanto, ainda mantêm as posições militares conquistadas.

### Combates prosseguem
Os confrontos continuaram com menor intensidade em Adem em 16 de agosto de 2019, depois da recusa das forças do Conselho de Transição do Sul de se retirarem de algumas de suas posições capturadas. Em 21 de agosto, os Emirados Árabes Unidos rejeitaram as alegações de que estariam por trás dos acontecimentos em Adem.
Em 28 de agosto, depois de enviar reforços, os lealistas tomaram o palácio presidencial, e igualmente retomaram o Aeroporto Internacional de Adem e os distritos de Al Arech e Khor Maksar, bem como a cidade vizinha de Zinjibar (Abyan) e o terminal de gás de Balhaf. O governo iemenita afirma ter recuperado toda a cidade.
Em 29 de agosto, após pedir reforços do norte que combatiam os houthis, os separatistas recapturaram Adem novamente, além de ameaçar recuperar Zinjibar e Ataq. Por sua parte, os lealistas afirmam terem sido bombardeados em Adem e Zinjibar pela aviação emiradense, acrescentando que essa ação militar resultou em mortes e ferimentos entre civis e militares. No dia seguinte, os Emirados Árabes confirmaram os ataques aéreos, alegando alvejar "terroristas". Os lealistas, que sofreram 45 baixas, se retiraram da cidade. Os combates anteriores deixaram 13 mortos e 70 feridos.

## Vítimas
Em 11 de agosto, a AFP relata que os combates em Adem mataram pelo menos dezoito pessoas, incluindo combatentes e civis, segundo médicos e fontes de segurança.
No mesmo dia, o Escritório das Nações Unidas para a Coordenação de Assuntos Humanitários anunciou que os combates haviam deixado pelo menos 40 mortos e 260 feridos, tanto combatentes quanto civis.
A organização Médicos Sem Fronteiras (MSF) atendeu 119 feridos em um de seus hospitais em Adem.

## Análises
Segundo Franck Mermier, diretor de pesquisa do CNRS: "Os acontecimentos dos últimos dias mostraram que os separatistas governam essa parte do sul do Iêmen e, por outro lado, demonstraram a fraqueza de Hadi, que é originário do sul porém da região de Abyan, mais a leste. É evidente que Abu Dhabi deu a luz verde. Sem seus patrocinadores regionais, os dois lados não podem fazer muito".
Para François Burgat, do Instituto de Pesquisa e Estudos sobre o Mundo Árabe e Muçulmano: "Há uma diferença real, a longo prazo, entre os objetivos de guerra dos saudita e dos emiradenses. [...] Os sauditas visam assegurar sua fronteira meridional, enquanto os emiradenses, eles têm estado em uma lógica imperialista desde o começo: sempre tiveram um interesse no Iêmen, com quem possuem laços familiares, comerciais, etc. . [...] Os Emirados Árabes Unidos estão empurrando o peão do separatismo. Eles reconhecem agora que não serão capazes de avançar para o norte e preferem a ideia de um sul autônomo no qual teriam uma grande influência”.